# Sílvio Torres

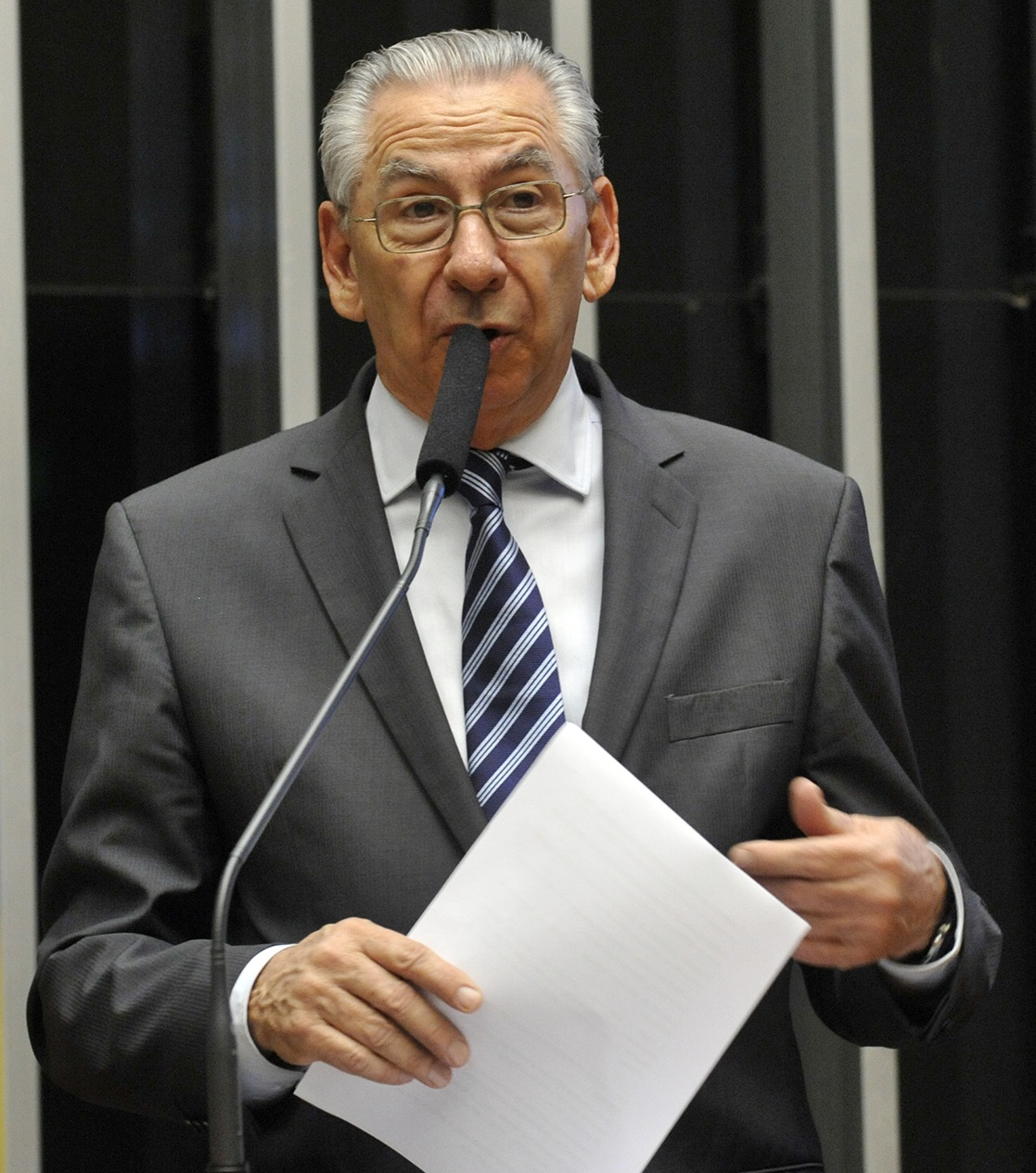
Sílvio Torres em junho de 2016.

Sílvio França Torres (São José do Rio Pardo, 1 de junho de 1946) é um político brasileiro filiado ao PSDB de São Paulo.

## Biografia
Formado em Ciências Sociais pela Faculdade de Filosofia, Ciências e Letras de São José do Rio Pardo em 1970, e em Comunicação Social-Jornalismo pela ECA/USP em 1973.
Foi presidente do Centro de Estudos e Pesquisas de Administração Municipal (CEPAM) na cidade de São Paulo entre maio de 2003 e dezembro de 2004.
Filiou-se ao MDB (mais tarde, PMDB) em 1974, e ao PSDB em 1989.
Eleito prefeito de São José do Rio Pardo em 1982, deputado estadual em 1990 e deputado federal em 1994.
Em 2002, conquistou 101.509 votos, tornando-se o quarto suplente da coligação PSDB/PFL/PSD. Tornou-se segundo suplente ao longo do mandato.[carece de fontes?]
Em 2006 foi eleito deputado federal com 131.197 votos, pelo mesmo partido.
É autor, junto com Aldo Rebelo, de CBF Nike, publicado pela editora Casa Amarela em 2001,baseado no relatório da CPI do Futebol.
É autor da Proposta de Emenda Constitucional 523/2006 que estabelece o voto distrital misto para municípios com população acima de 200 mil eleitores.
Como deputado federal, votou a favor do Processo de impeachment de Dilma Rousseff. Já durante o Governo Michel Temer, votou a favor da PEC do Teto dos Gastos Públicos. Em abril de 2017 foi favorável à Reforma Trabalhista. Em agosto de 2017 votou a favor do processo em que se pedia abertura de investigação do presidente Michel Temer.

## Desempenho em eleições
| Ano  | Eleição                            | Coligação      | Partido | Candidato a      | Votos         | Votos em São José do Rio Pardo | Resultado |
| ---- | ---------------------------------- | -------------- | ------- | ---------------- | ------------- | ------------------------------ | --------- |
| 1982 | Municipal de São José do Rio Pardo | PMDB           | PMDB    | Prefeito         | —             | 6.262 (1º - turno único)       | Eleito    |
| 1990 | Estadual de São Paulo              | PSDB           | PSDB    | Deputado Federal | —             | 9.010 (1º)                     | Suplente  |
| 1994 | Estadual de São Paulo              | PSDB           | PSDB    | Deputado Federal | 32.604 (62º)  | 12.234 (1º)                    | Eleito    |
| 1998 | Estadual de São Paulo              | PTB, PSD, PSDB | PSDB    | Deputado Federal | 60.132 (69º)  | 12.739 (1º)                    | Suplente  |
| 2002 | Estadual de São Paulo              | PFL, PSD, PSDB | PSDB    | Deputado Federal | 101.509 (58º) | 14.066 (1º)                    | Suplente  |
| 2006 | Estadual de São Paulo              | PFL, PSDB      | PSDB    | Deputado Federal | 131.197 (32º) | 14.464 (1º)                    | Eleito    |
| 2010 | Estadual de São Paulo              | PPS, DEM, PSDB | PSDB    | Deputado Federal | 107.035 (59º) | 14.241 (1º)                    | Suplente  |
| 2014 | Estadual de São Paulo              | PSDB, DEM, PSD | PSDB    | Deputado Federal | 175.310 (20º) | 14.599 (1º)                    | Eleito    |